# Моняк
Моняк (Moniac – ст.фр. и съвр.фр.) или Мъняк, е средновековна българска крепост (или замък, според първостепенните средновековни хроники) и е сред най-големите и прочути крепости/замъци в Родопите.

## Местоположение
Крепостта (или замъкът) Моняк /Мъняк е разположена на река Арда (Flum d'Arte – ст.фр.), съгласно историческата хроника на Жофроа дьо Вилардуен (около 1212 г.)
Разпростанено е становището, че Моняк се намира на възвишение Шеста крепост на левия бряг на река Арда (586.7 м) над язовир Студен кладенец, на 4 км южно от село Широко поле и на 12 км източно от град Кърджали. Цялата местност около крепостта, скалите, на които е издигната, самото село Широко поле изобилстват от древни доказателства за ранно обитаване от население с високи битови и културни умения, осигуряващи приемственост в себе си и с околните територии. От така описаното възвишение се открива възхитителна уникална гледка към планината, долините, склоновете и язовир Студен кладенец. От кота 586.7 м има превъзходна видимост с отсрещната средновековна българска крепост на 50 м северозападно от село Вишеград (306.4 м) на десния бряг на река Арда, както и с крепостта на раннохристиянския ансамбъл с черква „Свети Йоан Предтеча“ (около 230.0 м) на десния бряг на река Арда, над Вишеград. Двете крепости: на кота 586.7 м на левия бряг на река Арда и на кота 306,4 м на десния бряг на река Арда, очевидно са изградени, за да охраняват устието на значителната за района река Върбица, както и пътищата и бродовете по нейното русло и разклонения. Възможно е и третият връх на това своеобразно речно Т-образно кръстовище – богатото на археологични обекти с хилядолетна давност възвишение Чит кая (или Чуткая)/Вит камък (302.0 м), близо до село Лисиците, на десния бряг на река Арда, източно от Вишеград и западно от Шеста крепост, над източния бряг на устието на река Върбица, да е имал отношение към наблюдението и охраната на този чувствителен възел.
На картите: „Българската държава в края на XII и началото на ХIII век“, с. 146 – 147, „Българската държава през втората половина на XIII и началото на IV век“, с. 272 – 273 и „Селища и пътища в България и съседните страни през XIII и XIV век“, с. 386 – 387(Ст.н.с. Петър Коледаров), в деветтомната История на България – том 3: Втора българска държава , крепостта под № 6, съответно – под № 7 и № 27 – Мъняк, е посочена на десния бряг на река Арда, на устието на река Върбица. Тази крепост отбелязва на посочените карти северния край на пътя, минаващ и край река Върбица по направлението „Бяло море (през Мосинопол/Гюмюрджина) - устие река Върбица/река Арда“.
В Показалеца на географските и етническите имена на многотомната История на България – том 3: Втора българска държава, с. 945, (Лилия Радкова), е записано: "МЪНЯК – кр[епост], средновек[овна], в Родопите, неуточн[ено]".
Местоположението на Моняк във връзка с реалното разположение на крепости/замъци/дворци на река Арда край Кърджали е обект на задълбочен анализ и заключения от влиятелния краевед Никола Иванов през 30-те години на XX век.

## Наименование
Моняк, на старофренски език – Chastel que on appelie Moniac, Chastel de Moniac (Замъкът, който наричат Моняк. Замъкът [на] Моняк – съвр. бълг.), е името, посочено в средновековните хроники на IV кръстоносен поход. То се е запазило такова и в следващите историографии.
Проф. Васил Златарски извежда от Moniac – Мъниякъ.
В деветтомната История на България – том 3: Втора българска държава авторите на текстовете (Ст.н.с. Борислав Примов, Д-р и.н. Страшимир Лишев, Проф. Петър Петров, Ст.н.с. Соня Георгиева, Доц. Васил Гюзелев, Ст.н.с. Любомир Йончев, Лилия Радкова) и на картата (Ст.н.с. Петър Коледаров), както и 14-членния редакторски колектив с председател Проф. Димитър Косев, се придържат към името Мъняк.
Археологът Иван Балкански съобщава през 1978 година и за форма на името: Мониква.
Във векторните топографски карти на Кърджали от 1972 година местността на възвишението над село Широко поле е наречена г[ора – рус.ез.] Хисар (крепост) – връх Крепост. Част от местното население е наричало Шеста крепост Долна крепост (Хисаръ алтѫ – тур., бълг. правопис).

## Описание
Останките от крепостта/замъка на Шеста крепост над село Широко поле: крепостната стена, осемстенната кула и резервоарите за вода, са изградени през XII век, вероятно през и/или преди III кръстоносен поход върху основите на значително по-стар градеж – римски кастел (проф. Стамен Михайлов). Запазената част от външната крепостна стена е с дължина повече от 270 м, а височината ѝ на места достига до 7 – 8 метра. Изградена е от камъни, споени с вар и пясък. Височината на кулата е около 3 – 4 метра. Общата площ на Шеста крепост е 18 000 кв. м., цитаделата в източния – високия, край е около 600 кв. м.
При построяването на крепостта е обърнато сериозно внимание на водохранилищата. В крепостта се намират два надземни резервоари за вода. Всичко това е свидетелство за осигуряване на добро и защитено обитаване за голям брой хора, евтл. войска. Дали, обаче може да се твърди, че крепостта над село Широко поле освен военно-защитно-наблюдателно предназначение, има и резиденциални функции или е била и център на управление, предстои да се изясни.

## История
Хрониките, справочниците, историческите съчинения, историографските изследвания за българската средновековна крепост Моняк/Мъняк се основават на първостепенните източници – хрониките от съвременниците-участници в IV кръстоносен поход. От тях става ясно, че крепостта/замъкът в началото на XIII век, вече е била изграден/а с оглед на важни стратегически функции и с възможности да осигурява условия за живот на голям брой хора/конници, оръжие и бойно снаряжение. Една, единствена, хроника от III кръстоносен поход (1189 – 1192) с автор с неизвестно име, изгражда представата за укрепен град (Oppidum, Oppida – лат.) с корени в I-II век пр. Хр., недалеч от Одрин:
Из „История на кръстоносците“ (1189 – 1190, изд. 1194), с. 239: „...... По-нататък нашите [рицарите, БМ] успяха да прогонят от града (oppido), наричан обикновено Маникава (Manicaua), и съвършено да разбият една войска от кумани и гърци, които устройваха засади от рицарските оръженосци и всеки ден ги дебнеха да ги убиват. Един ден техните отреди бяха излезли да устройват засади, но бяха мъжествено обърнати в бягство от нашите, докато най-сетне бегом се оттеглиха в града [Маникава, БМ]. Но кръстоносците, като бяха дръзко предизвикани за сражение поради кървавите, ако не и големи загуби на свои хора, превзеха града [Маникава, БМ] с въоръжена сила. Там около четири хиляди неприятели загинаха от огън и меч. [Б.ред.3: Крепостта Маникава (Маниак), се намира близо до Одрин – в полите на Родопите; срв. Zimmert, Der Friede von Adrianopel, Byzantinische Zeitschrift XI, 1902, S. 317]”

## Галерия
- Изглед от Моняк
- Изглед към завод Бентонит и Оловно-цинковия комбинат на гр. Кърджали
- Изглед от Моняк към с. Лисиците
- Изглед от Моняк към яз. Студен кладенец